# Csáth Géza-díj

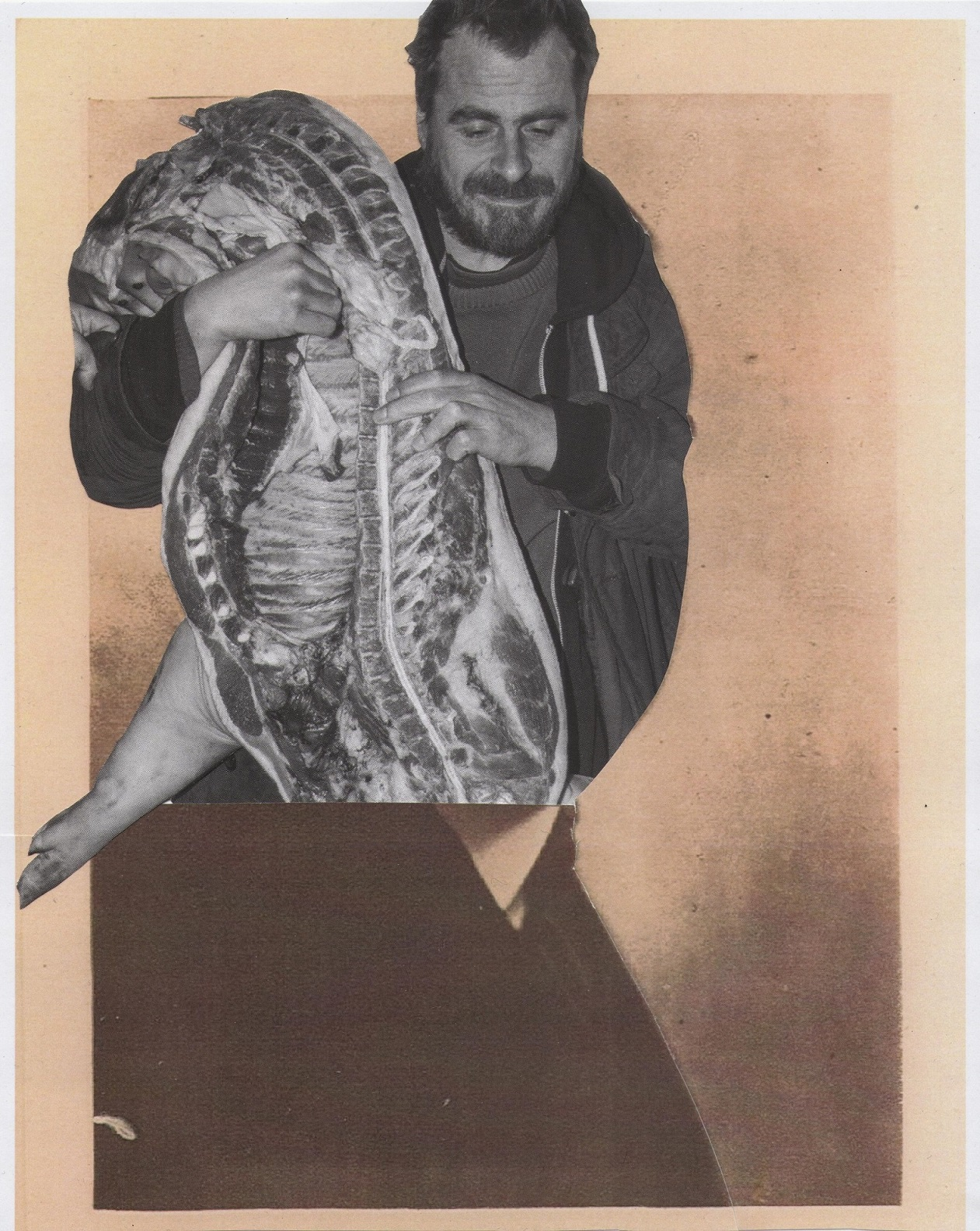
A 2016-os díjazott kabai lóránt Kellermann Viktória Oláh Gergely Máté portréjának felhasználásával készített kollázsán.

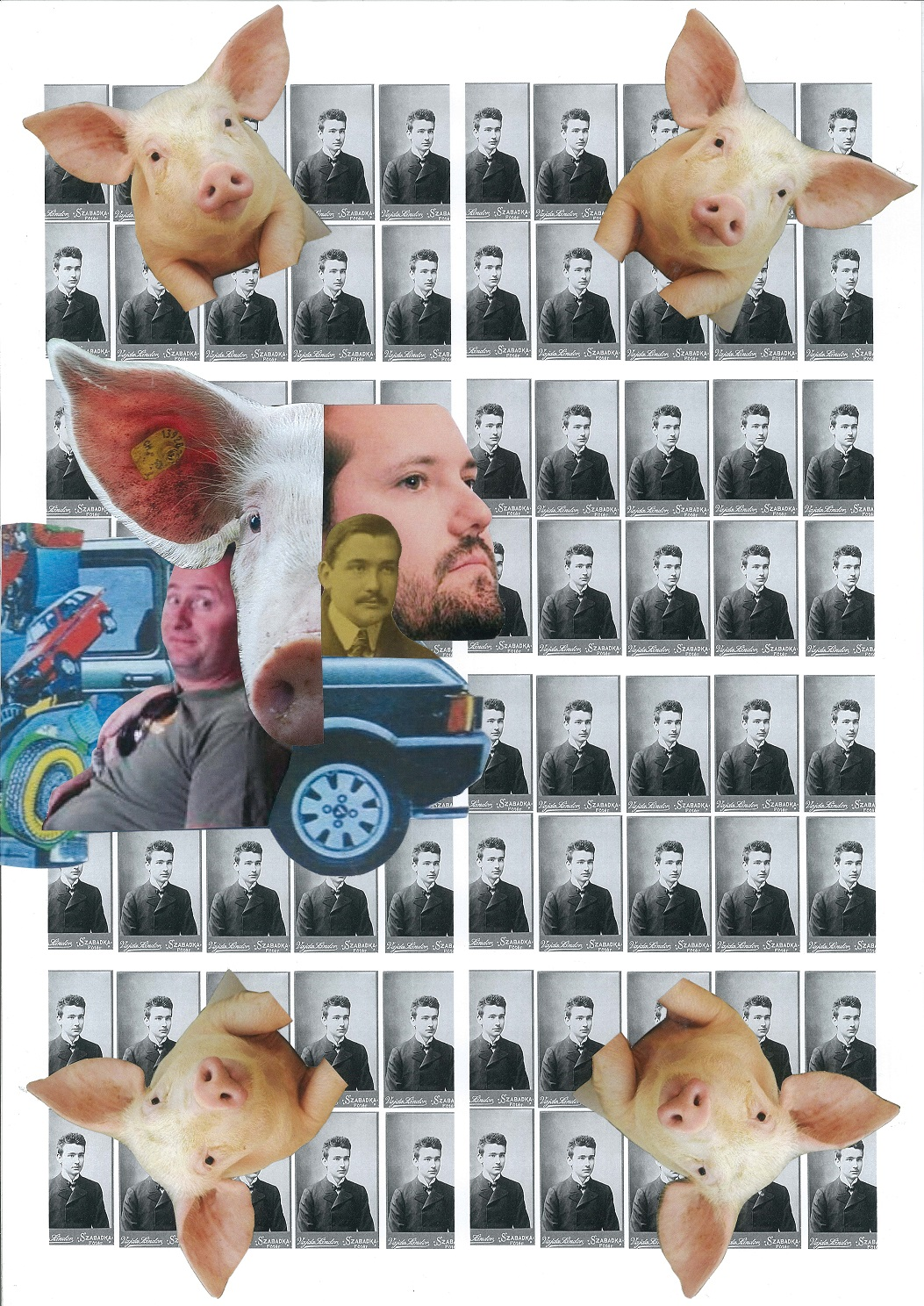

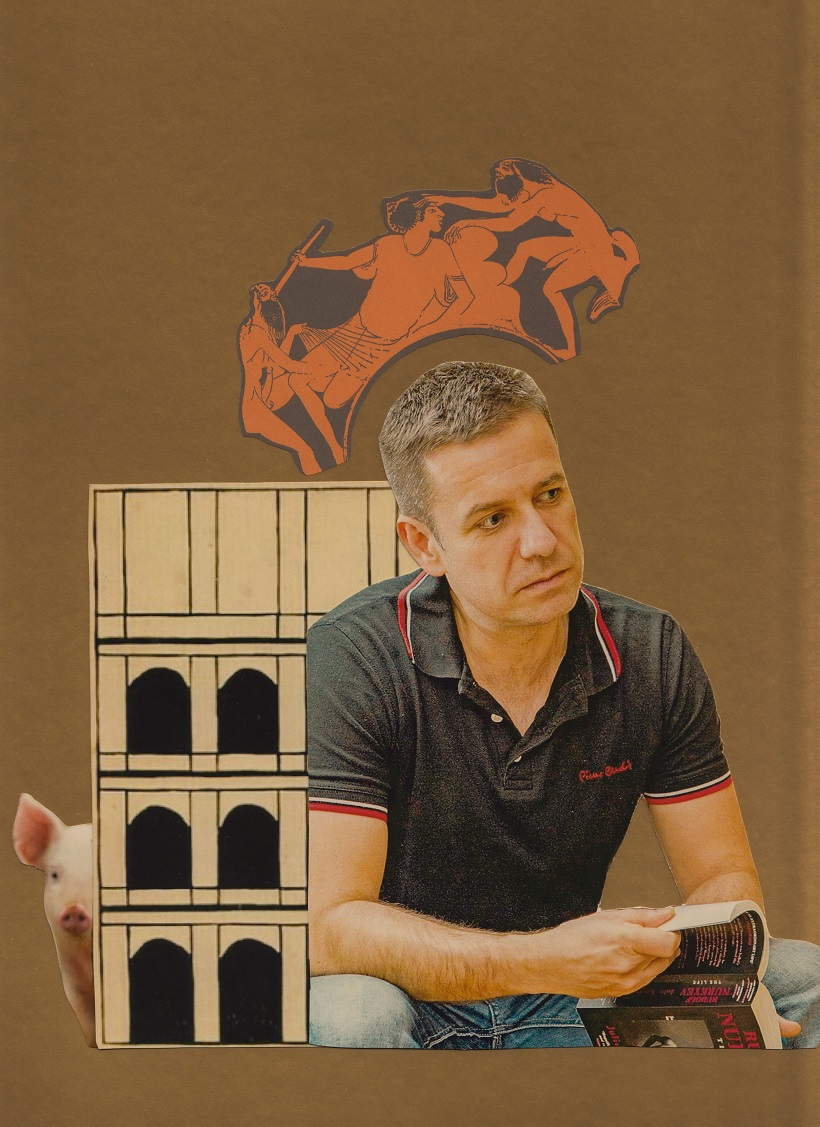
Kellermann Viktória 2018-as Csáth Géza-díjhoz készített kollázsa.

A Csáth Géza-díj a Fiatal Írók Szövetsége 2016-ban alapított irodalmi díja, melynek kuratóriumát a FISZ-tábor nulladik napjának mindenkori résztvevői alkotják.
A kizárólag adományokból alapított Csáth Géza-díjat, amely mellé hasított sertést, illetve névre szóló hentesbárdot kap a díjazott, első ízben kabai lóránt költő, szerkesztőnek ítélte oda a kuratórium 2016. december 15-én, míg másodízben Orcsik Roland vehette át. A díj átadásának helyszíne kezdetben évenként változott: egyszer a budapesti Neurológiai Klinikánál, Csáth Géza agyvelejének nyughelyén, másszor Csáth Géza szabadkai szülőházánál sorakozik fel díjazott és kuratórium. A díjátadóra 2019 óta a PesText Fesztivál keretében, annak valamely helyszínén kerül sor. A díjjal az alapítók a hazai díjazási rendszer és kulturális élet anomáliáira is szeretnék felhívni a figyelmet, megvalósulásának aktualitását a hazai kulturális életben érzékelhető eltolódás, a magánmecenatúra hiánya adja: a díjat kizárólag magánszemélyek, az adott év kuratóriumának tagjai finanszírozzák. A Csáth Géza-díj alapításának ötlete Zoran Gaši macedóniai születésű, albán származású, szerbiai költőtől és képzőművésztől származik. Az újvidéki Új Symposion folyóirat alkotóival jó kapcsolatot ápoló Gaši még a nyolcvanas években állt elő a kiemelkedő avantgárd alkotóknak szánt díj ötletével, amely jól illeszkedik Csáth Géza irodalmi munkásságához és mítoszához. A feltételrendszer néhány lényegi elemét Borbáth Péter foglalta össze Elekes Dórának szóló laudációjában: életművében a lazaság és az eltökéltség, a témaérzékenység és a tökösség egyszerre jelenik meg.

„A Csáth Géza-díjat 2016-ban, a díj alapításának évében a Holdfogyatkozás, a Nem kijárat, a Hiba nincs, az Édeskevés, a Klór, az Avasi keserű, a Semmi szín című nagyszerű kötetekért; példaértékű, a fiatal tehetségekre mindig nyitott szerkesztői tevékenységéért; a Szöveggyár szervezésért, elhivatott kritikusi munkásságáért; nagyerejű képzőművészeti alkotásaiért; a kultúrafinanszírozás rejtélyes ügyeivel kapcsolatos áldozatos és önsorsrontó tényfeltáró munkájáért; végül, de nem utolsósorban a mosthallottamakocsmában hashtag kreatív és invenciózus mégis mértéktartó használatért kabai lóránt kapja.” (Részlet Mészáros Márton irodalomtörténész Tiszatájban megjelent laudációjából.)
A 2017. szeptember 11-én másodízben átadott díjat Orcsik Roland személyében ismét olyan költő, szerkesztő és irodalomszervező érdemelhette ki, akinek a munkássága méltó Csáth Géza szellemiségéhez. Az avantgárd és Gustav Mahler melletti kirohanásairól is híres szépíró, akit az underground zenei életben csak TurboFolk néven emlegetnek, 1975-ben született Óbecsén, az egykori Jugoszláviában. Költőként négy saját könyvet jegyez, regényíróként 2016-ban debütált Fantomkommandó című alkotásával. 2011-től a Tiszatáj folyóirat szerkesztője, 2012 és 2014 között a JAK-füzetek sorozatszerkesztője. Orcsik Rolandot Kollár Árpád költő, a díj kezdeményezője laudálta, megválaszolva a kérdést: „Ki csempészi nekünk át a véres irodalmi vágóhídról, mintha csak újságpapírba, mintha csak Magyar Szóba, Ottlik-gobelinba, Holtak Enciklopédiájába, Mahler Gustav kottáiba csomagolva a csöpögő húscafatokat?”
2018-ban a kuratórium konszenzusos döntése alapján nagy hatású, kockázatvállaló, az antik poétikai hagyományokat a neoavantgárd és a hermetikus líra eljárásaival ötvöző költészetéért, páratlan, hiánypótló, évezredek kulturális örökségén átívelő műfordítói munkásságáért, operatörténeti monográfiájáért, oktatói, tehetséggondozói erőfeszítéseiért és Rosmer János (eddig ismert) életművének létrehozásáért Csehy Zoltán József Attila-díjas költő, műfordító, egyetemi oktató részesül a bizarr elismerésben. Gerevich András vitaindítóként szolgáló laudációjában ugyanakkor arra is utalt, a jelentős szerzői életmű valójában talán "többszerzős, posztmodern játék terméke", sőt feltételezhető: Rosmer János publikál Csehy Zoltán álnév alatt.
2019-ben a Csáth Géza-díjat Terék Anna költő, drámaíró vehette át magától Gashitól "szubverzív, húsbavágó kérdéseket tematizáló" verseiért, melyekben "a vajdasági magyar és a magyarországi vajdasági lét okozta frusztráció ugyanúgy megjelenik, mint a családon belüli, nők és gyerekek ellen elkövetett erőszak és igen erőteljesen a délszláv háború traumái."

2020-ban Nemes Z. Márió költő, kritikus, esztéta részesült a díjban. Gerőcs Péter Petőfi laudációja többek között a szerző egységes poétikai univerzumának teatralitását: a meghökkentést, a vallomásosságot; a plasztikusságot, a performativitást taglalta. 
"...minél szélsőségesebb tapasztalatot akar poetizálni egy költészet, annál nagyobb a bukás lehetősége. Csakhogy ez a líra számol a nehézségeivel, sőt örökös kötéltáncát is visszakomponálja önmagába."
2021-ben Elekes Dóra író, szerkesztő, műfordító kapta a díjat. A laudáló Borbáth Péter a szerző Greskovits Endrével közös Kipling-fordításainak frissességét és elevenségét, saját művei kapcsán pedig az ősi meselogika elbeszélői technikába történő beemelését hangsúlyozta.
Oké, van egy maximalista fordító, aki a fordításban megszerzett tudását átemeli a szépírói munkába, mi ebben a kunszt? Mert még az sem nagy truváj, hogy viccesen tematizálsz komoly témákat, vagy hogy komolykodva beszélsz vicces témákról. Viszont az, hogy a magyar társadalom egyik legaktuálisabb, legmeghatározóbb és leginkább félretematizált jelenségéről, az alkoholizmusról beszélj egyszerre viccesen, provokatívan és empatikusan, na az bátorság...

## Díjazottak
- 2016: Kabai Lóránt
- 2017: Orcsik Roland
- 2018: Csehy Zoltán
- 2019: Terék Anna
- 2020: Nemes Z. Márió
- 2021: Elekes Dóra
- 2022ː Tóbiás Krisztián[10]
- 2023: Vincze Ferenc[11][12]
- 2024: László Noémi[13]